# アスリートフードマイスター
アスリートフードマイスターは、一般社団法人日本アスリートフード協会が認定する民間資格である。
アスリートのパフォーマンスを最大化するために、年齢別・競技別・タイミング別に、最適な食プログラムを提供する人材のことである「いつ」「なにを」「どのように」食べたら良いかを分かりやすく、伝えることで競技者をサポートしながら身体づくりやパフォーマンス向上のために食事管理を行う。現役のプロアスリートや、アスリートの家族、著名人が資格を取得している。
2022年3月時点で、日本全国に2万1,559人が資格を有している。
2015年10月以前はジュニア・アスリートフードマイスター（現アスリートフードマイスター3級）アスリートフードマイスター（現アスリートフードマイスター2級）という名称であった。

## 概要
一般社団法人日本アスリートフード協会が開催するアスリートフードマイスター養成講座を受講した後、修了試験に合格すると、資格認定される[2]。
資格認定事業は2010年7月にスタート。2022年3月末時点でのアスリートフードマイスター3級は17,484人で、2級は643人、1級が67人となっている。
コース名
- アスリートフードマイスター3級（旧 ジュニア・アスリートフードマイスター）
- アスリートフードマイスター2級（旧 アスリートフードマイスター）
- アスリートフードマイスター1級

◆アスリートフードマイスター3級（旧 ジュニア・アスリートフードマイスター）
「スポーツのための食事学」の基礎知識を中心に学ぶ。身につけた知識を自分や家族の食生活に役立てることを目指す。合格率は約85%。
◆アスリートフードマイスター2級（旧 アスリートフードマイスター）
アスリートの食事マネジメントを担える人を目指す。 アスリートをより深く理解するため身体のメカニズム、栄養学、競技者とのコミュニケーション手法を学ぶ。検定試験では、筆記試験（一次試験）と面接試験（二次試験）が実施される。合格率は約35％ほど。
◆アスリートフードマイスター1級
プロアスリートやハイアマチュアアスリートに帯同する、“メンター”としてのアスリートフードマイスター。栄養管理、ケガや病気の予防と治療の事例研究、医療との連携方法などを学び、コーチングの手法を用いてサポートする力を身につける。検定試験では、筆記試験（一次試験）と面接試験（二次試験）が実施される。合格率は約30％ほど。合格後は年に1回活動レポートを事務局へ提出する必要がある。

## 取得した著名人
- 里田まい[6] （夫田中将大選手）
- 畠山愛理[7] （夫シカゴ・カブスの鈴木誠也選手）
- 高梨臨[8][9]（夫槙野智章選手）
- 押切もえ[10]（夫涌井秀章選手）
- 田中美穂[11]（夫稲本潤一選手）
- 潮田玲子[12]（夫増嶋竜也選手）
- 前田早穂（成嶋早穂）[13]（夫前田健太選手）
- 三輪麻未[14]（夫大迫勇也選手）
- 佐藤ありさ[15]（夫長谷部誠選手）
- 真野恵里菜[16]（夫柴崎岳選手）
- 衛藤美彩[17]（夫源田壮亮選手）
- 瀬戸優佳（馬淵優佳）[18]（夫瀬戸大也選手）
- 丸高愛実[19]（夫柿谷曜一朗選手）
- 本田朋子[20]（夫五十嵐圭選手）
- 宇佐美蘭[21]（夫宇佐美貴史選手）
- 原口るりこ[22]（夫原口元気選手）
- 松尾 翠[23]（夫福永祐一騎手）
- 山田ローラ[24]（夫山田章仁選手）
- 榮倉奈々[25]
- 近藤千尋[26][27]
- 道端カレン[28]
- 小島よしお[29]
- 土屋炎伽[30]
- 村山彩[31]
- おのののか[32]（夫塩浦慎理選手）
- 竹脇まりな[33]

## 取得しているアスリート/元アスリート
- 大橋悠依[34]
- 上地結衣[35]
- 染谷真有美[36]
- 染谷香予[36]
- 大島めぐみ[37]
- 市橋有里[38]
- 千葉真子[39]
- 栗原恵[40]
- 狩野舞子[41]
- 中川真依[42]
- 工藤有生[43]

## 取得しているアスリートの家族(関係者)
- 大迫傑（夫人）[44]
- 国枝慎吾（夫人）[45]
- 桐生祥秀（夫人）[46]
- 田中史朗（夫人）[47]
- 本田真凜・望結・紗来（母親）[48]
- 上田綺世（夫人＝モデル・由布菜月）[49]
- 長友佑都（専属料理人加藤超也シェフ）[50]
- 牧秀悟（夫人）[51]
- 年寄秀ノ山 元琴奨菊（夫人）[52]
- 宇田秀樹（英語版）（夫人）[53]パラリンピックトライアスロン男子（運動機能障害PTS4）

## アスリートフードマイスターの評価
民間のスポーツ栄養を学ぶ資格として、登竜門的扱いとされている。
スポーツ選手と結婚する相手のお決まりとしてアスリートフードマイスターを取得していることが多い。
田中将大投手の妻である里田まいが2012年に取得しており、結婚後の2013年のシーズンにて、夫である田中が前人未踏のシーズン開幕24連勝を挙げるなど、東北楽天ゴールデンイーグルスのリーグ優勝と日本一に貢献したことにより、妻の里田の作る栄養バランスに優れている料理がアスリートの夫の活躍を支える『内助の功』として各メディアで取り上げられている。
食の国家資格である栄養士と比較されることがあるが、だれでも受けることができ、比較的短い期間でも取得できる資格であるので、食事について学びたい忙しいアスリートやその家族に人気がある。2018 FIFAワールドカップでは、日本代表23人の内5名の選手の妻はアスリートフードマイスターであった。
東京2020オリンピックパラリンピックにおいて競泳女子４００M個人メドレー・２００Ｍ個人メドレーで金メダル2冠を達成した大橋悠依は、現役アスリートとして、アスリートフードマイスターを取得した初の金メダリストとなった。
日本アスリートフード協会の取り組みとして、アスリートフードサポート制度(AFS)がある。国内ベスト8入りを目指すスポーツチームや個人アスリートを対象に『食環境の整備・食事や栄養指導の強化』を行い、アスリートにとって大切な「食と栄養」を通じ、『パフォーマンスの向上と結果』に結びつけるためのサポートを行っている。2020年明治大学体育会水泳部男子のインカレ優勝にも貢献している。